# Escudo de Budapest
En el escudo de la ciudad de Budapest se han reunido las armas de las antiguas ciudades de Buda y de Pest. De la unión de estas dos ciudades, realizada  en 1873, surgió la actual Budapest. 
Los elementos del escudo figuran sobre un campo de color rojo (blasonado de  gules) dividido en dos partes por una franja blanca, horizontal y de forma ondulada, pieza conocida en heráldica como divisa  que simboliza el río Danubio.
En la parte superior figuran las armas de Pest, que consistieron en un castillo almenado y aclarado de azur (color azul) con una única torre, también almenada, con dos ventanas y una cubierta en vertiente.
En la parte inferior aparecen representadas las armas de Buda, en las que figura también un castillo pero con tres torres, también con dos ventanas y una cubierta en vertiente. Este castillo posee dos puertas, algo poco habitual, la segunda de ellas  simboliza a la Antigua Buda.
En el timbre heráldico aparece representada la Corona de San Esteban, santo que fue el primer rey de Hungría.
Sostienen el escudo las figuras de un león rampante y de un grifo de color amarillo o dorado (oro heráldico) situados sobre un pequeño pedestal de color blanco (terraza heráldica)
Durante el periodo comunista se retiró del escudo la Corona de San Esteban y se colocó la estrella roja en el centro de la divisa heráldica.
El escudo de Budapest figura en el centro de la bandera de la ciudad.

## Fuente
- Coat of arms of Budapest, Hungary. Heraldry of the World (en inglés). Consultado el 27/05 de 2010

- Datos: Q678275
- Multimedia: Coat of arms of Budapest / Q678275